# الشاطر حسن (مسلسل سعودي)
الشاطر حسن مسلسل سعودي اجتماعي تعليمي وهو موجه للأسرة والطفل صدر سنة 1981م.

## الممثلون والشخصيات
قام بالعمل كل من:
- علي السبع
- عبدالمحسن الرشيد
- عبد المحسن النمر، بدور حسن.
- باسمة حمادة، بدور وفاء.
- سمير الناصر، بدور معلم المدرسة.
- إبراهيم السويلم، بدور والد حسن.
- لمياء حمادة، بدور والدة حسن.

## روابط
- مسلسل #الشاطر_حسن